# Eutrichota bilobella
Eutrichota bilobella är en tvåvingeart som beskrevs av Deng, Li och Sun 1987. Eutrichota bilobella ingår i släktet Eutrichota och familjen blomsterflugor. Inga underarter finns listade i Catalogue of Life.